# Ross MacKenzie
Ross MacKenzie (* 18. Juli 1946 in Balmoral, Manitoba; † 20. Juni 2002 ebenda) war ein kanadischer Sprinter.
1966 gewann er bei den British Empire and Commonwealth Games in Kingston Silber mit der kanadischen 4-mal-440-Yards-Stafette. Über 220 Yards schied er im Viertelfinale und über 440 Yards im Halbfinale aus.
Bei den Panamerikanischen Spielen 1967 wurde er Fünfter über 400 m und holte in der 4-mal-400-Meter-Staffel eine weitere Silbermedaille.
1968 erreichte er bei den Olympischen Spielen in Mexiko-Stadt über 400 m das Halbfinale, wobei er im Viertelfinale mit 46,15 s seine persönliche Bestzeit aufstellte, und scheiterte in der 4-mal-400-Meter-Staffel im Vorlauf.
1966 wurde er Kanadischer Meister über 440 Yards.